# نفوذی (مجموعه تلویزیونی کره جنوبی)
نفوذی (کره‌ای: 인사이더; لاتین‌نویسی اصلاح‌شده: Insaideo) یک مجموعهٔ تلویزیونی کره جنوبی با بازی کانگ ها-نول و لی یو-یونگ است. این مجموعه از ۸ ژوئن ۲۰۲۲، روزهای چهارشنبه و پنجشنبه ساعت ۲۲:۳۰ (کی‌اس‌تی) از جی‌تی‌بی‌سی پخش شد.

## خلاصهٔ داستان
این مجموعه حول محور یک کارآموز قضائی می‌چرخد که وقتی به سمت یک تحقیقات مخفی می‌رود، زندگی‌اش وارونه می‌شود و در نهایت برای بازیابی زندگی عادی خود تلاش می‌کند.

## بازیگران

### اصلی
- کانگ ها-نول در نقش کیم یو-هان[۱۰]
- لی یو-یونگ در نقش اوه سو-یون[۱]
  - اوم چه-یونگ در نقش جوانی اوه سو-یون[۱۱]

## تولید
گزارش شد که نخستین جلسهٔ فیلم‌نامه خوانی گروه بازیگران اصلی در ۲۱ مه ۲۰۲۱ انجام شد.
این مجموعه در ابتدا برای انتشار در نیمهٔ دوم سال ۲۰۲۱ برنامه‌ریزی شده بود اما پخش آن تا سال ۲۰۲۲ عقب افتاد.